# The Clan Pt. 2.5: The Final Chapter
The Clan Pt. 2.5: The Final Chapter è l'album in studio di debutto e la parte finale della serie di album The Clan del gruppo musicale sudcoreano Monsta X. L'album è stato pubblicato il 21 marzo 2017 da Starship Entertainment. Consiste di dieci tracce, incluso il singolo "Beautiful". 
L'album è stato pubblicato nella riedizione intitolata Shine Forever il 19 giugno 2017 con due nuove tracce.

## Tracce
1. Ready or Not – 3:17 (testo: Lish, Esbee, Stereo14, Jooheon, I.M – musica: Lish, Esbee, Stereo14)
2. 아름다워 (Beautiful) – 3:24 (testo: 별들의전쟁 (Galactika), Jooheon, I.M – musica: 별들의전쟁 (Galactika))
3. 넘사벽 (Incomparable) – 3:43 (testo: XEPY, 5$, zomay, Lee Jiwon, Lee Kyungmin ,Jooheon, I.M – musica: XEPY, Vo3e, 1MAD, 5$, zomay)
4. 니가 필요해 (Need U) – 3:18 (testo: Lish, Esbee, Megatone, Jooheon, I.M – musica: Lish, Esbee, Megatone)
5. Oi – 3:11 (testo: Wonho, Brother Su, Jooheon, I.M – musica: Wonho, Brother Su, JJB, XEPY, Vo3e)
6. Miss You – 3:18 (testo: Ye-Yo!, Jooheon, I.M – musica: Ye-Yo!, Jooheon)
7. Calm Down – 3:07 (testo: Mafly, Keyfly, Jooheon, I.M – musica: RE:ONE, Delly Boi, Davey Nate)
8. 너만 생각해 (All I Do) – 3:38 (testo: Lish, ESBEE, 9999, Jooheon, I.M – musica: Lish, ESBEE, 9999)
9. 5:14 (Last Page) – 3:03 (testo: Wonho, Jooheon, I.M – musica: Hyuk Shin, MRey, Jayrah Gibson)
10. 넌 어때 (I'll Be There) – 3:12 (testo: Wonho, Jooheon, I.M – musica: Wonho, JJB)

Durata totale: 33:11

### Riedizione
1. Ready or Not – 3:17 (testo: Lish, ESBEE, STEREO14, Jooheon, I.M – musica: Lish, ESBEE, STEREO14)
2. 아름다워 (Beautiful) – 3:24 (testo: 별들의전쟁 (GALACTIKA), Jooheon, I.M – musica: 별들의전쟁 (GALACTIKA))
3. 넘사벽 (Incomparable) – 3:43 (testo: XEPY, 5$, zomay, Lee Jiwon, Lee Kyungmin, Jooheon, I.M – musica: XEPY, Vo3e, 1MAD, 5$, zomay)
4. 니가 필요해 (Need U) – 3:18 (testo: Lish, ESBEE ,Megatone, Jooheon, I.M – musica: Lish, ESBEE, Megatone)
5. Oi – 3:11 (testo: Wonho, Brother Su, Jooheon, I.M – musica: Wonho, Brother Su, JJB, XEPY, Vo3e)
6. Miss You – 3:18 (testo: Ye-Yo!, Jooheon, I.M – musica: Ye-Yo!, Jooheon)
7. Calm Down – 3:07 (testo: Mafly, Keyfly, Jooheon, I.M – musica: RE:ONE, Delly Boi, Davey Nate)
8. 너만 생각해 (All I Do) – 3:38 (testo: Lish, ESBEE, 9999, Jooheon, I.M – musica: Lish, ESBEE, 9999)
9. 5:14 (Last Page) – 3:03 (testo: Wonho, Jooheon, I.M – musica: Hyuk Shin, MRey, Jayrah Gibson)
10. 넌 어때 (I'll Be There) – 3:12 (testo: Wonho, Jooheon, I.M – musica: Wonho, JJB)
11. Shine Forever – 3:28 (testo: Lish, Stereo14, BiNTAGE, Jooheon, I.M – musica: Lish, Stereo1, BiNTAGE)
12. Gravity – 3:31 (testo: Mafly, Jooheon, I.M – musica: RE:ONE, Davey Nate)

Durata totale: 40:10

## Classifiche

### Classifiche settimanali
| Classifica (2017) | Posizione massima |
| ----------------- | ----------------- |
| Corea del Sud     | 2                 |
| Giappone          | 38                |

### Classifiche di fine anno
| Classifica (2017) | Posizione |
| ----------------- | --------- |
| Corea del Sud     | 25        |